# Parupeneus rubescens
 Parupeneus rubescens és una espècie de peix de la família dels múl·lids i de l'ordre dels perciformes.

## Morfologia
Els mascles poden assolir els 43 cm de longitud total.

## Distribució geogràfica
Es troba des del Mar Roig i el Golf Pèrsic fins a Sud-àfrica i l'oest del Pacífic.